# 克列伊季亞涅 (比洛沃德西克區)
49°18′7″N 39°39′21″E / 49.30194°N 39.65583°E
克列伊季亞內（烏克蘭語：Крейдяне）是位於烏克蘭東部的村莊，由盧甘斯克州舊比利斯克區的比洛沃茨克市鎮負責管轄。該村始建於1952年，面積1.38平方公里，海拔高度112米，2001年人口189，人口密度每平方公里137人。